# Schnee-Glöckchen
Schnee-Glöckchen (Snödroppar), op. 143, är en vals av Johann Strauss den yngre. Den spelades första gången den 2 december 1853 i Wien.

## Historia
Valsen skrevs med anledning av en middag hos den ryske ambassadören för att hedra pianisten grevinnan Maria Kalergis-Muchanow (1822-1874). Musikaliskt beskriver Strauss en snödroppes blomning ur snön och jämför indirekt och smickrande växtens skönhet med grevinnan. Valsen var ett första steg bort från valsen som ren dansform till en mer renodlad konsertvals. Framförandet skedde den 2 december 1853 i danslokalen Zum Sperl, men det första offentliga framförandet ägde rum den 13 februari 1854 i Sofiensaal i samband med ett karnevalsfirande.

## Om valsen
Speltiden är ca 9 minuter och 36 sekunder plus minus några sekunder beroende på dirigentens musikaliska tolkning.

## Weblänkar
- Schnee-Glöckchen i Naxos-utgåvan.